# Oblast' di Tomsk
L'oblast' di Tomsk (in russo То́мская о́бласть?, Tómskaja óblast') è un'oblast' della Russia, appartenente al Distretto Federale Siberiano.

## Geografia fisica
Occupa un vasto territorio della Siberia meridionale che va dai Monti Saiani al Bassopiano Siberiano Occidentale. Il fiume Ob' la attraversa da sud a nord con i suoi numerosi affluenti (il Čulym è uno tra i tanti); a causa della topografia piatta, larga parte del territorio si presenta paludoso; parte di queste paludi sono in fase di bonifica.

## Economia
L'agricoltura (cereali e tabacco), l'allevamento (ovini e cavalli), alcune grosse industrie (metallurgiche, meccaniche e chimiche) sono le principali risorse economiche della regione.

## Popolazione
La popolazione è per circa la metà concentrata nella capitale Tomsk (515 000 abitanti), situata sul fiume Tom', sede di una delle più antiche università della Russia e di un aeroporto internazionale (Bogašëvo).
Da ricordare solo poche altre città quali: Seversk (circa 110 000 abitanti), centro industriale e sede di impianti nucleari, Kolpaševo (38 000 abitanti), situata sul fiume Ob' a 250 chilometri dalla capitale; Asino (35 000 abitanti) sul fiume Čulym e Belyj Jar, centro agricolo sul fiume Ket'.

## Geografia antropica

### Suddivisioni amministrative
La divisione amministrativa di secondo livello della oblast' comprende:
- 16 rajon (distretti);
- 6 città sotto la giurisdizione della oblast'.

#### Rajon
La oblast' di Tomsk comprende 16 rajon (fra parentesi il capoluogo; sono indicati con un asterisco i capoluoghi non direttamente dipendenti dal rajon ma posti sotto la giurisdizione della oblast'):
- Aleksandrovskij (Aleksandrovskoe)
- Asinovskij (Asino*)
- Bakčarskij (Bakčar)
- Čainskij (Podgornoe)
- Kargasokskij (Kargasok)
- Kolpaševskij (Kolpaševo*)
- Koževnikovskij (Koževnikovo)
- Krivošeinskij (Krivošeino)

- Molčanovskij (Molčanovo)
- Parabel'skij (Parabel')
- Pervomajskij (Pervomajskoe)
- Šegarskij (Mel'nikovo)
- Tegul'detskij (Tegul'det)
- Tomskij (Tomsk*)
- Verchneketskij (Belyj Jar)
- Zyrjanskij (Zyrjanskoe)

#### Città
I centri abitati della oblast' che hanno lo status di città (gorod) sono 6, tutte sottoposte alla diretta giurisdizione della oblast':
- Asino
- Kedrovyj
- Kolpaševo
- Seversk
- Streževoj
- Tomsk

#### Insediamenti di tipo urbano
L'unico centro urbano con status di insediamento di tipo urbano (al 1º gennaio 2010) è Belyj Jar.

## Fuso orario
L'oblast' di Tomsk si trova nel fuso orario di Novosibirsk (NOVT/NOVST), in anticipo di 8 ore sull'UTC.